# Geoyeo (métro de Séoul)
Geoyeo (en coréen : 거여역) est une station de passage de la branche Macheon de la ligne 5 du métro de Séoul. Elle est située au 20-14 Geoyeo 1-dong, dans l'arrondissement Songpa-gu à Séoul, en Corée du Sud. 
Ouverte en 1996, elle est desservie par les rames qui circulent sur la branche Macheon de la ligne 5 entre Banghwa et Macheon.

## Situation sur le réseau

Plan du réseau du métro de Séoul (2023)

La station en souterrain Geoyeo est une station de passage de la branche Macheon de la ligne 5 du métro de Séoul : elle est située entre la station Macheon, terminus est de la branche, et la station Gaerong en direction du terminus ouest, Banghwa.

## Histoire
La station Geoyeo est mise en service le 30 mars 1996, lors de l'ouverture à l'exploitation de la branche Macheon de la ligne 5, de Gangdong à Macheon,,.

## Services aux voyageurs

### Accès et accueil
La station située au 20-14 Geoyeo 1-dong, dispose de quatre accès numérotés 1 à 4. Établie en sous-sol, elle dispose notamment d'automate pour les titres de transport.

### Desserte
Geoyeo est desservie par les rames omnibus qui circulent sur la branche Macheon de la ligne 5 entre les terminus Banghwa et Macheon.

Installations
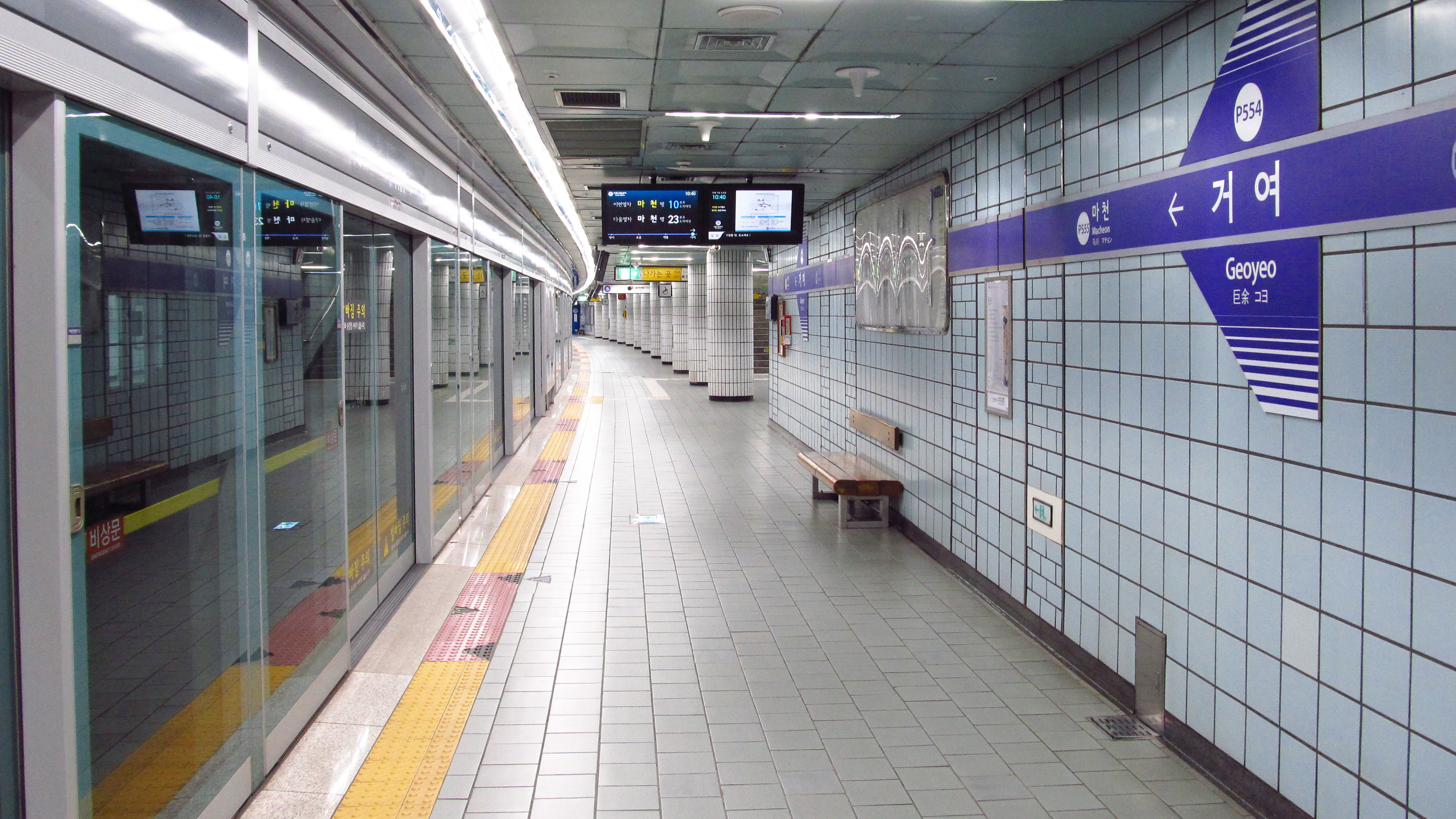
En 2018.
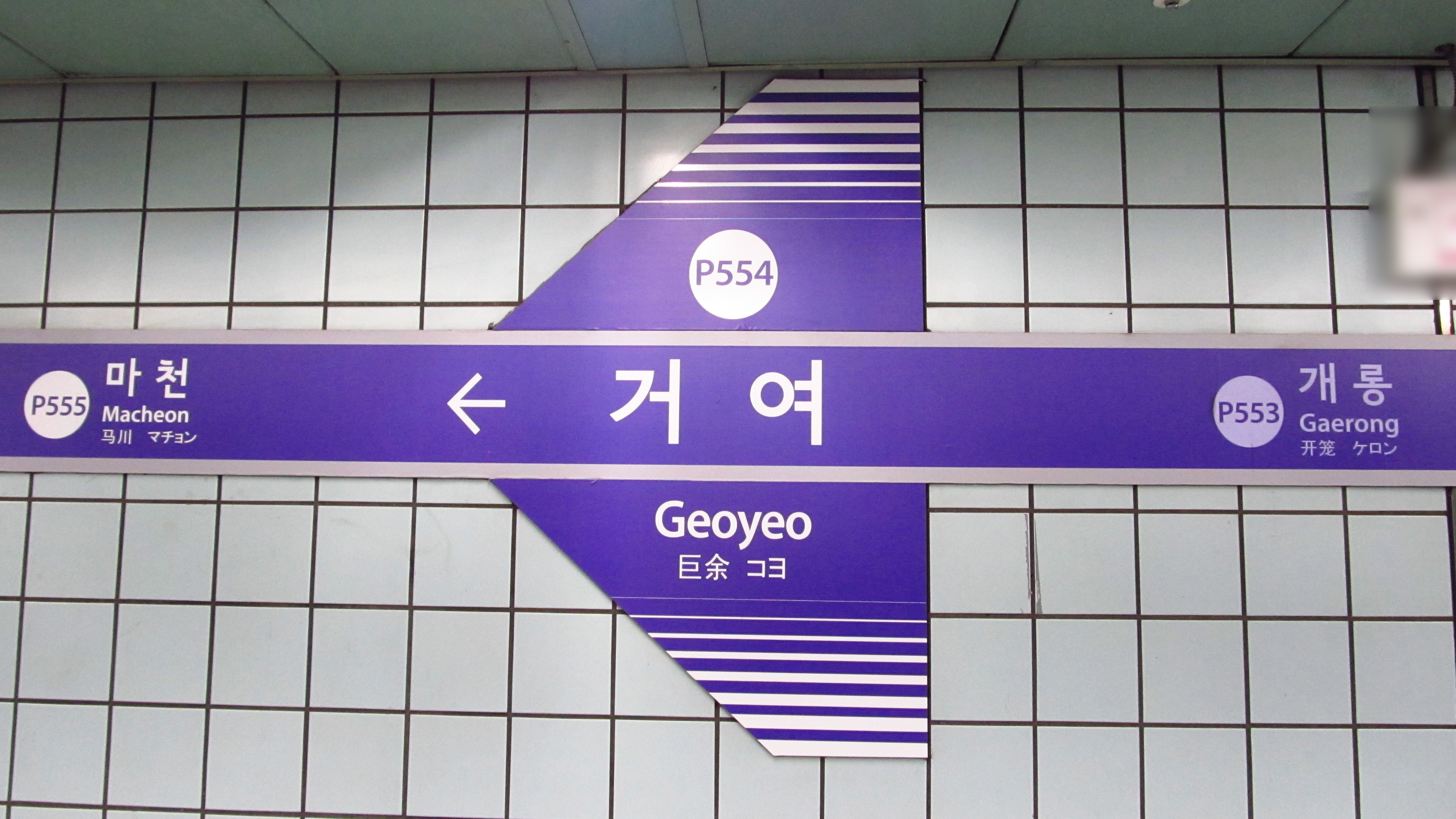
En 2018.
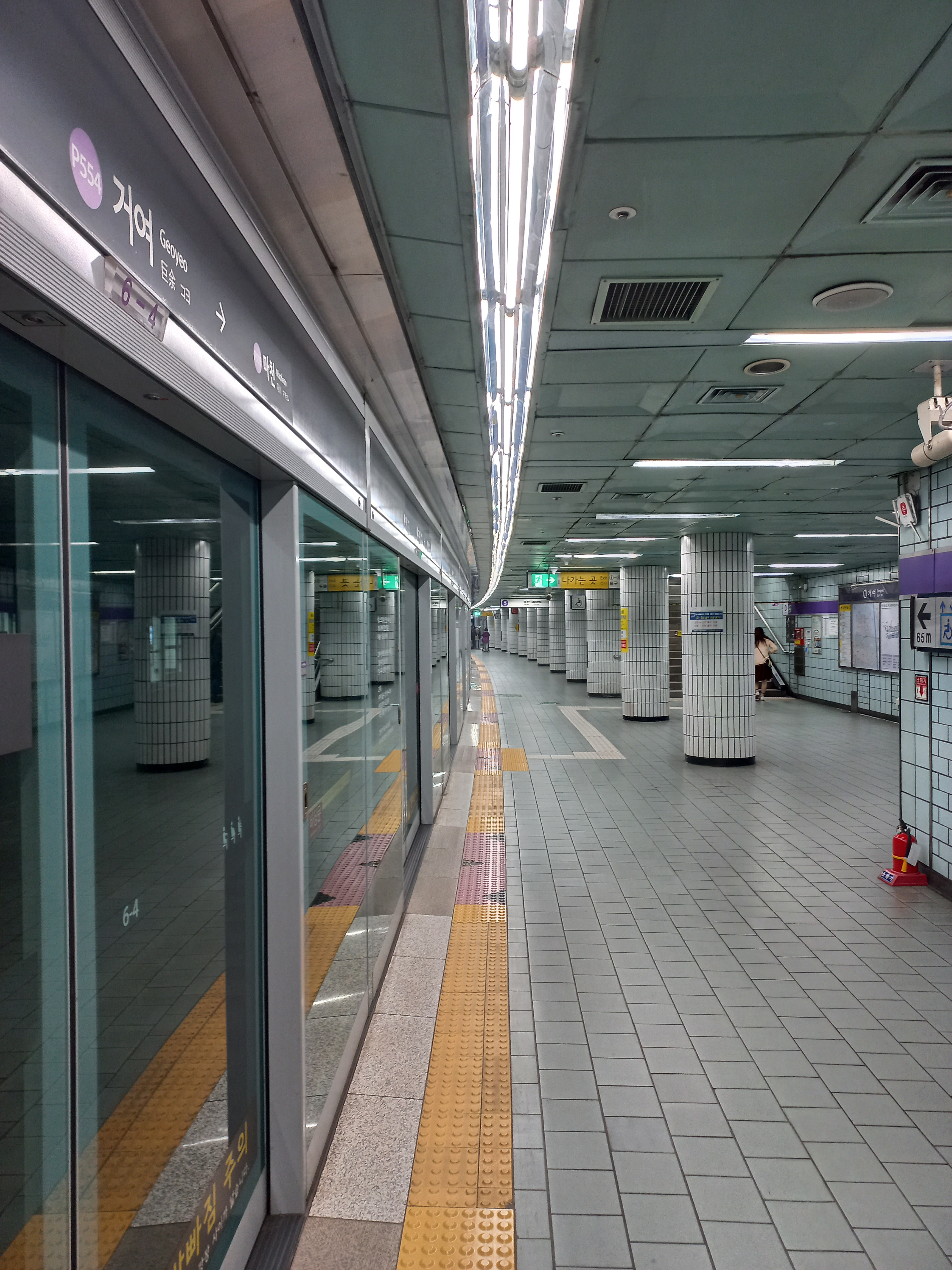
En 2023

.

### Intermodalité
Des arrêts de bus sont installés à proximité.